# ジオラマボーイ パノラマガール
『ジオラマボーイパノラマガール』は、岡崎京子による日本の漫画作品。岡崎の著作のうち、長編漫画としては第2作にあたる。『平凡パンチ』（マガジンハウス）1988年3月10日号から雑誌廃刊の11月まで連載され、「“BOY MEETS GIRL”STORY “IN SHU-GO-JU-TAKU”」というサブタイトルがつけられ単行本化された。
岡崎によれば「たぶん少女漫画」である本作は、1980年代日本の都市空間を生きる少年少女の平坦な日常を通じて彼らの空虚な現実感を独特の軽さをもって描き出している。男性向けとはいえ一般誌に掲載され、描線が安定してくる時期の作品であるが、ストーリーやキャラクター設定には強い創作意識はみられない。ストーリーの破綻や露骨な「引用」、未完結な構成など岡崎京子の両義的な特徴がよくでている。
岡崎自身も「ほとんど夜中の落書き漫画」、「物語から逸脱した部分で話を進めようとして描いて」いると語っている。
はじめ「峠のわが家」というタイトルの予定だったが、その後に伊藤俊治の『ジオラマ論』と、ファンだった音楽グループのハルメンズ『ボ・ク・ラパノラマ』から一語ずつとられて現在のタイトルになった。どちらの言葉も「人工的で鳥瞰的な」イメージがあり、そこが気に入っていたのだという。

## あらすじ
ある日、女子高生であるハルコ（津田沼春子）は高校をやめたばかりのケンイチ（神奈川建一）と「具体的に」出会い、一目で恋に落ちる。それまで現実に意味などないとすら思っていたハルコだったが、運命の出会いを果たした相手と並んで歩く夜の街に奇妙な不安を覚えるとともにそれが気に入りはじめている自分に気づいた。「生きていてよかった」とすら思う。しかしケンイチはもう1人の「髪の長いキレイな人」に夢中で、2人が並んで歩く姿をみて目の前が真っ暗になる。しかも再会を果たしたときにはケンイチはもうハルコのことを忘れてしまっていた。
相手にとっての自分はどんな存在なのか考えているうちに、いつのまにか「世間でいうB」が始まり、セックスが終わった。「いっしょうけんめいな」ケンイチの顔をみて、下らないと思ったハルコだったが、そのまま朝までセックスを繰り返してしまう。すれ違ったりぶつかったりすることもあるが、ハルコは自分が好きなケンイチと「まるで恋人みたい」にいられたらそれでいいといまの暮らしを肯定し、大きな東京のパノラマが見えるマンションのベランダで物語は唐突に終わる。

## 作品
岡崎京子の作品には東京を舞台にしたものが多いが、タイトル（ジオラマ）やサブタイトル（“SHU-GO-JU-TAKU”)に明らかなように集合住宅の連なる東京郊外がきわめて意識的に選び取られている。つまり同じ規格、同じ様式の建物が集合する団地のジオラマじみた人工性を強調し、そこから抜けだそうとする少女が対置されている。しかし人工的でありパターン化されているのはパノラマでみる景色としての団地だけではない。ホーム･ドラマの舞台としてのハルコの「家」は、典型的かつ様式化された「家庭」の記号で埋め尽くされているし、物語には村上春樹『パン屋再襲撃』や大島弓子『バナナブレッドのプティング』など他の作品から「引用」された全く脈絡のないエピソードが主人公たちによって再現・上演される。ラブストーリーの物語形式としてはごく一般的であり、ヒロインを閉塞的な世界から救い出すはずの「ボーイ・ミーツ・ガール」ですら、その紋切り型な展開や短絡さが前景化されきわめて陳腐なものとして提示されているのだ。このようにして本来はストーリーの中心をなすはずのハルコとケンイチの恋愛が特権的な地位を失うどころか、クライマックスでさえ宙に浮いて物語が分解してしまう。
杉本章吾はメディアを通じて一つの「ライフスタイル」として規格化された生活を提供する「郊外住宅」の特徴に注目し、『ジオラマボーイパノラマガール』の物語空間を「模倣と演技」の場であるとみなす。この作品において岡崎は、都市とそこに生きる主人公を人工物、複製品としてグロテスクなまでに誇張することで、これまでの「少女マンガを支える恋愛イデオロギー」を解体してみせたのである。だが『ジオラマボーイパノラマガール』という、破綻してしまい「しらけた」物語に「しぶとく」生き残ったものもある。岡崎はあとがきでこう書いている。

## 書誌情報
- 岡崎京子『ジオラマボーイパノラマガール』マガジンハウス、1989年　（『平凡パンチ』1988年3月10日号 - 11月10日号連載分)
- 岡崎京子『ジオラマボーイ☆パノラマガール』<新装版> マガジンハウス、2010年 - 表紙は岡崎京子本人が選んだイラストを使用した[5]

## 実写映画
瀬田なつき監督・脚本により、2020年11月6日に公開。主演は山田杏奈と鈴木仁。PG12指定。
キャッチコピーは、「成長するだけじゃ、オトナになれない。」

### キャスト
- 渋谷ハルコ：山田杏奈
- 神奈川ケンイチ：鈴木仁
- カエデ：滝澤エリカ
- マル：若杉凩
- 渋谷ナツ：平田空
- タイラ：持田唯颯
- リューヘイ：きいた
- キンヤ：遊屋慎太郎
- 渋谷アキヒコ：斉藤陽一郎
- 山形先生：黒田大輔
- 神奈川サカエ：成海璃子[8]
- マユミ：森田望智[8]
- 渋谷フユミ：大塚寧々[8]

### スタッフ
- 原作：岡崎京子『ジオラマボーイ パノラマガール』（マガジンハウス刊）
- 脚本・監督：瀬田なつき
- エグゼクティブプロデューサー：遠藤日登思
- プロデューサー：松田広子、樋口泰人
- 共同プロデューサー：佐藤崇行、本田拓夫、村上凌太
- 撮影・照明：佐々木靖之
- 録音：髙田伸也
- 美術：安藤真人
- 装飾：小谷直美
- 衣装：宮本茉莉
- ヘアメイク：有路涼子
- 編集：今井俊裕
- 音響効果：齋藤昌利
- VFX：浅野秀二
- 本編集：野間実
- 助監督：玉澤恭平
- 制作担当：芳野峻大
- 音楽：山口元輝
- 助成：文化庁文化芸術振興費補助金（映画創造活動支援事業）独立行政法人日本芸術文化振興会
- 配給：イオンエンターテイメント、boid
- 企画・製作プロダクション：オフィス・シロウズ
- 製作：「ジオラマボーイ・パノラマガール」製作委員会（アミューズ、日活、本田プロモーションBAUS、オフィス・シロウズ、イオンエンターテイメント）